# El embrujo de Shanghai
El embrujo de Shanghai is een Spaanse film uit 2002, geregisseerd door Fernando Trueba. De film is gebaseerd op het gelijknamige boek van de Spaanse schrijver Juan Marsé. 

## Verhaal
De film speelt zich af in de wijk Gràcia in Barcelona, in de nasleep van de Spaanse burgeroorlog. De veertienjarige Dani zorgt voor kapitein Blay, een oude burgeroorlogveteraan. Dani heeft een talent voor tekenen en Blay stelt voor dat Dani een meisje uit de buurt, Susana, gaat tekenen. Het duurt niet lang voordat de twee verliefd worden. Op een dag vertelt Susana's vader het verhaal over een geheim agent die voor een levensgevaarlijke opdracht vertrekt naar Shanghai.

## Rolverdeling
| Acteur                | Personage    |
| --------------------- | ------------ |
| Fernando Tielve       | Dani         |
| Aida Folch            | Susana       |
| Ariadna Gil           | Anita / Chen |
| Fernando Fernán Gómez | Capitán Blay |
| Eduard Fernández      | Forcat       |
| Antonio Resines       | Kim          |

## Ontvangst

### Prijzen en nominaties
Een selectie:
| Jaar | Evenement                      | Categorie                | Genomineerde              | Resultaat   |
| ---- | ------------------------------ | ------------------------ | ------------------------- | ----------- |
| 2003 | Premios Goya (17de uitreiking) | Beste bewerkt scenario   | Fernando Trueba           | Genomineerd |
| 2003 | Premios Goya (17de uitreiking) | Beste camerawerk         | José Luis López-Linares   | Genomineerd |
| 2003 | Premios Goya (17de uitreiking) | Beste enscenering        | Salvador Parra            | Gewonnen    |
| 2003 | Premios Goya (17de uitreiking) | Beste productieontwerp   | Luis Gutiérrez            | Genomineerd |
| 2003 | Premios Goya (17de uitreiking) | Beste kostuums           | Lala Huete                | Gewonnen    |
| 2003 | Premios Goya (17de uitreiking) | Beste grime en haarstijl | Gregorio Ros, Pepito Juez | Gewonnen    |